# Goran Dragić
Goran Dragić, slovenski košarkar, * 6. maj 1986, Ljubljana, Slovenija.
Goran Dragić je profesionalni igralec košarke. V sezoni 2021/2022 je bil igralec za Brooklyn Nets lige NBA. V sezoni 2022/2023 se je pridružil ekipi Chicago Bulls in marca Milwaukee Bucks. S svojimi 191 cm višine igra na poziciji branilca, predvsem pa organizatorja. Krasi ga zlasti čvrsta igra v obrambi s številnimi krajami žoge in hitro izvedenimi prodori v protinapad, v zadnji sezoni tudi zanesljivo metanje trojk. Leta 2008 je zaigral v ZDA za klub Phoenix Suns, za katerega je redno nastopal v severnoameriški ligi NBA, kjer je krajši čas igral tudi za Houston Rocketse. Februarja 2015 je prestopil v klub Miami Heat. Junija 2015 je izšla njegova biografija z naslovom "Dajte Gogiju žogo!" avtorja Tadeja Goloba. Julija 2015 je podpisal 5-letno in 90 milijonov ameriških dolarjev vredno pogodbo z Miami Heat, kar je bil do pogodbe Luke Dončića najvišji znesek v zgodovini slovenskega športa, ki ga ja katerikoli klub plačal slovenskemu športniku. 31. decembra 2023 je Dragić v sporočilu za javnost za avgust 2024 naznanil športno upokojitev.

## Klubska kariera

### Začetek
Dragić je začel svojo pot poklicnega košarkarja leta 2003 pri starosti 17 let v drugi slovenski ligi pri klubu Ilirija Ljubljana. Naslednji dve leti je za ljubljanski KD Slovan nastopal v slovenski in Jadranski ligi. Ravno z izjemnimi predstavami pri Slovanu je opozoril košarkarske strokovnjake nase tudi izven meja Slovenije.

### Evropa
Leta 2006 se je preselil v Španijo, ko je podpisal za klub TAU Ceramica, ki je mladega Dragića posodil naprej v CB Murcia, da si je nabral izkušenj igranja v dokaj močni košarkarski ligi, španski ligi ACB. 
Naslednje leto se je kot posojen igralec vrnil v Slovenijo in za ljubljansko Olimpijo uspešno igral na treh frontah: poleg slovenskega prvenstva in Jadranske lige tudi v Evroligi. 

## NBA
Udeležil se je nabora leta 2008 lige NBA, kjer ga je v drugem krogu kot 45. po vrsti izbrala ekipa San Antonio Spurs. Spursi so pravice zanj prodali v Arizono, ekipi Phoenix Suns. Tam je Dragič kot novinec dobil odličnega mentorja v organizatorju igre, kanadskem košarkarju Stevu Nashu. V svoji drugi NBA sezoni je zablestel in dosegel tudi rekord slovenskih košarkarjev po doseženih točkah, saj je na tekmi proti ekipi Utah Jazz dosegel kar 32 točk in tako presegel prejšnjega slovenskega rekorderja Bena Udriha. Trener Sunsov mu je dajal vedno večjo minutažo in s tem tudi več priložnosti za igro. Kljub temu so ga 24. februarja 2011 Phoenix Suns v menjavi poslali k ekipi Houston Rockets, v zameno pa so dobili izbor na NBA draftu in branilca Aarona Brooksa. V Houstonu se je izkazal, zato so ga Sunsi po odhodu Nasha v L.A. vzeli nazaj. V sezoni 2012/13 je postal prvi organizator igre Phoenix Sunsov. Tam je igral odlično, kar je bilo v preteklosti zaradi šibke podpore igralcev pogosto premalo izraženo.
V sezoni 2009/2010 je dosegal povprečno 8,2 točke in 2,4 asistenc na tekmo in je bil za Udrihom trenutno drugi najuspešnejši slovenski NBA-jevec. Je pa oba v tistem času s svojo vlogo pri vodilnih NBA klubih ter s številom dobljenih prstanov presegel nekdo drugi, in sicer Rašo Nesterović.
V sezoni 2013/2014 je zablestel s Phoenix Sunsi, ki so bili pred sezono postavljeni kot ena najslabših ekip v ligi NBA. Na koncu sezone so se po zaslugi Gorana Dragića borili za končnico, vendar so jo za las zgrešili, saj so pristali na 9. mestu zelo izenačene Zahodne konference. "Gogi" je v sezoni v povprečju dosegal 20,3 točke, 5,9 asistenc, ob več kot 50% metu iz igre in več kot 40% izza črte za 3 točke. Dragon, kot ga kličejo v ligi NBA, je za las zgrešil tudi All star tekmo oz tekmo zvezd. Veliko zvezdnikov lige, recimo Kevin Durant, je javno pred novinarji dejalo, da si Goran Dragić zasluži mesto na tekmi zvezd. Goran je sicer bil na tekmi zvezd, vendar je bil prisoten le v spretnostni igri. Na koncu sezone 2013/14 so košarkarski strokovnjaki uvrstili Gorana v 3. ekipo celotne lige NBA All, hkrati pa je Goran Dragić postal tudi Most improved player v ligi NBA v sezoni 2013/14, torej igralec, ki je najbolj napredoval iz prejšnje sezone. Sezona 2014/2015 je bila turbolentna, saj odnosi v ekipi niso bili najboljši. Delo management franšize Phoenix Suns pa niso obrodilo sadove. Neobičajen poskus igre s tremi organizatorji igre se je končal tako, da je prav Goran Dragič zahteval menjavo v drug klub, na kar so Phoenix Suns morali pristati, saj bi v nasprotnem primeru ob koncu sezoni lahko šel v drug klub brez nadomestila. Miami Heat se je zdel idealno mesto za igranje v končnici, a so ga pretresale hude težave s poškodbami. Posledično je Goran Dragič še enkrat več ostal brez končnice v NBA. V sezoni 2016/2017 je Miami izgubil dva zvezdnika, Wadea in Boscha. Dragić je postal vodilni igralec med starejšimi člani ekipe.
Februarja 2017 je presegel število 3.000 podaj doseženih na vseh dosedanjih tekmah lige NBA.
Februarja 2018 je bil prvič uvrščen na tekmo vseh zvezd (All stars) kar mu je uspelo kot prvemu Slovencu in šele osmemu ali devetemu Evropejcu. Tam je nastopil 18. februarja kot rezervist in v enajstih minutah igranja zabeležil dve točki z metom iz igre 1/3. Temu je dodal še 4 skoke in eno podajo. S tem je postavil nov mejnik v zgodovini slovenske košarke. Njegova ekipa je na tej tekmi slavila zmago s 148 proti 145.
Prav tako februarja 2018 je bil po izboru italijanskega športnega časnika La Gazzetta dello Sport izbran za najboljšega evropskega košarkarja za leto 2017. Na glasovanju, kjer izbirajo tri najboljše v preteklem letu, so ga izglasovali za najboljšega kar mu je uspelo kot prvemu Slovencu, družbo pa mu je na drugem mestu delal Luka Dončić. Tako sta bila skupaj prva Slovenca, ki sta bila izbrana na tej prestižni nagradi, ki jo podeljujejo vsakoletno vse od leta 1979.
22. februarja 2022 je Goran postal član ekipe NBA Brooklyn Nets. Po koncu sezone in preurejanju te ekipe si je izbral nov klub, znamenite Chicago Bullse. Tam je igral uspešno kot veteran, na vsaki tekmi okoli 10 do 15 minut. Ob koncu februarja 2023 je prekinil pogodbo s Chicagom in 4. marca že podpisal za Milwaukee Buckse do konca sezone.

## Reprezentanca

### Zlat že z mladinci
Dragić je osvojil zlato medaljo na EP za mlade do 20 let leta 2004 z  ekipo mladincev. Prav tako je igral leta 2005 na EP za mlade do 20 let.

### Članska reprezentanca
Leta 2006 se je Dragić udeležil krstnega nastopa slovenske reprezentance na turnirju za Svetovno prvenstvo v košarki. Na svetovnem prvenstvu v košarki 2006, ki je bilo na Japonskem, je ekipa osvojila 12. mesto. Komaj dvajsetletni Dragić pa je le malo igral, trener reprezentance Aleš Pipan ga je imel zraven zato, da bi si mladi košarkar nabral izkušenj ki jih bo lahko kasneje uporabil.
Igral je tudi na EP 2007 in EP 2009, kjer je Slovenija osvojila zgodovinsko 4. mesto. Vendar žal z grenkim priokusom, saj je bilo mnogo vrhunskih igralcev poškodovanih, med njimi tudi Goran sam, poleg pa še Smodiš in B. Udrih  in tako ekipa sploh ni nastopila v polni postavi. Na Evropskem prvenstvu 2013 v Sloveniji, kjer je naša izbrana vrsta pod vodstvom selektorja Božidarja Maljkovića, dosegla odlično 5. mesto, je bil Goran Dragič izbran med najboljšo peterko prvenstva (kot desno krilo). EP 2015, ki je bilo organizirano v več državah (Hrvaška, Nemčija, Francija), se ni udeležil iz osebnih razlogov (rojstvo otroka, zahteve Miami Heat po sklenitvi bogate pogodbe). Na EP 2017 je s člansko reprezentanco postal evropski prvak in si kot prvi slovenski košarkar prislužil nagrado za najkoristnejšega igralca turnirja (MVP). 

## Zasebno
Goran je otrok srbskega očeta in matere Slovenke. Poleg slovenščine govori še srbsko, špansko in angleško. Avgusta 2013 se je poročil z večletno prijateljico Majo. V novembru tega leta je dobil prvega otroka, sina z imenom Mateo. Avgusta 2015 je bila rojena hčerka Victoria, Goranov drugi otrok. Njegov brat Zoran Dragič je prav tako košarkar, skupaj sta eno sezono (2014–15) prebila tudi v NBA (Phoenix Suns, Miami Heat). Nato pa sta se njuni karieri zopet ločili saj je Zoran odšel iz NBA in nadaljeval v ruskem Evroligašu Khimkiju in za tem v Milano. Sedaj igra pri Cedeviti v Ljubljani.

## Statistika

### Statistika tekem v Evroligi
| Sezona  | Moštvo            | OT | Točk | TNT | OM1  | OM2  | OM3  | Kraje | Skok | Podaj | Blok |
| ------- | ----------------- | -- | ---- | --- | ---- | ---- | ---- | ----- | ---- | ----- | ---- |
| 2007-08 | KK Union Olimpija | 13 | 138  | 9,7 | 70,8 | 60,9 | 27,3 | 15    | 38   | 40    | 4    |

Legenda: OT - Odigranih tekem, Točk - število vseh doseženih točk v cele sezoni, TNT - Točk na tekmo, OM - Odstotek meta za 1, 2 in 3 točke v odstotkih, Kraje - Število vseh ukradenih žog, Skok - Število vseh skokov, Podaj - Število vseh podaj, Blok - Število vseh blokad